# Страхов, Тимофей Даниилович
Тимофей Даниилович Страхов (4 февраля 1890, Лучки, Корочанский уезд, Курская губерния, Российская империя — 11 октября 1960, Харьков УССР СССР) — русский, советский и украинский миколог и фитопатолог, член-корреспондент АН УССР (1948-60), почётный член ВАСХНИЛ (1956-60), прадед российского актёра Даниила Страхова.

## Биография
Родился Тимофей Страхов 4 февраля 1890 года в селе Лучки Курской губернии. Через некоторое время после рождения решил связать свою жизнь с Харьковом и переехал туда, где поступил в ХарьГУ и окончил его в 1916 году. Будучи студентом ХарьГУ, с 1913 по 1930 год Тимофей Даниилович работал на сельскохозяйственной исследовательской станции, при этом с 1919 года он заведовал кафедрой защиты растений. С 1921 по 1941 и с 1944 по 1960 год Даниил Тимофеевич работал преподавателем в ХарьГУ, одновременно с этим с 1930 по 1932 год заведовал отделом фитопатологии Украинского НИИ защиты растений. С 1941 по 1944 год, после начала ВОВ Тимофей Даниилович отправился на фронт и после демобилизации вновь вернулся в ХарьГУ. С 1949 по 1956 год заведовал отделом фитопатологии института генетики и селекции АН УССР. С 1956 года — на пенсии.
Скончался Тимофей Страхов 11 октября 1960 года в Харькове.
Сын — Вадим Тимофеевич Страхов (погиб в 1943), журналист, коллаборационист.

## Научные работы
Основные научные работы посвящены изучению взаимосвязи растений и возбудителей их болезней.
- 1923 — Предложил теорию патологического процесса у растений.

## Список использованной литературы
- История АН УССР.— Киев.: Наук. думка, 1979.— 836 с.
- Биологи. Биографический справочник.— Киев.: Наук. думка, 1984.— 816 с.: ил